# 札幌市立藻岩中学校
札幌市立藻岩中学校（さっぽろしりつ もいわちゅうがっこう）は、北海道札幌市南区川沿7条3丁目に所在する公立中学校。
藻岩山麓という、札幌市内でも自然豊かな環境に位置し、南区内の中学校としては2番目の生徒数を数える。
北海道の中学校の中で最も廊下が長い。部活動等の活動が盛んである。

## 沿革
- 1947年5月19日 - 札幌市立柏中学校分校として開校
- 1949年4月1日 - 札幌市立藻岩中学校として独立
- 1950年11月20日 -  校歌制定
- 1969年11月6日 - 新校舎完成移転
- 1984年4月1日 - 札幌市立南が丘中学校の分離
- 1986年8月1日 - 吹奏楽部創立
- 1992年4月8日 - 学校給食開始
- 1997年11月9日 - 開校50周年記念式典・祝賀会
- 2000年4月1日 - 特殊学級開設
- 2000年8月17日 - サッカー部中体連全国大会出場
- 2006年8月22日 - 水泳部(女子400mリレー)中体連全国大会出場

## 教育目標
望ましい生徒像〜標（しるべ）
1. 気づき、考え、実行する生徒
2. 科学的認識を深め、正しく判断する人間の育成
3. 集団の一員としての自覚を高め、責任をもって行動する人間の育成

## 通学区域
以下の小学校区を通学区域とする。
- 札幌市立藻岩小学校
- 札幌市立藻岩北小学校
- 札幌市立北の沢小学校

南区
- 石山1条1丁目(12番〜13番)
- 川沿1条1丁目～6丁目
- 川沿2条1丁目～6丁目
- 川沿3条1丁目～5丁目
- 川沿4条1丁目～5丁目
- 川沿5条1丁目～4丁目
- 川沿6条2丁目～4丁目
- 川沿7条2丁目～4丁目
- 川沿8条1丁目～4丁目
- 川沿9条1丁目～4丁目
- 川沿10条1丁目～3丁目
- 川沿11条3丁目
- 川沿町(1613番地4, 147, 152, 176, 1813番地, 1981番地)
- 北ノ沢1丁目〜9丁目
- 北ノ沢
- 中ノ沢1丁目〜7丁目
- 中ノ沢
- 真駒内(18番地)

## 標準服
- これまでに一度の標準服改定とマイナーチェンジを行った。

【昭和58(1983)年以前】
男子は黒の標準型学生服とスラックス、女子はシングル型のイートンジャケットと角衿ベストと24本車ヒダスカートを着用した。
【昭和59(1984)年－令和元(2019)年】
札幌市立南が丘中学校が分離開校したのを機に、標準服の改定を行った。紺色の2つボタンシングルブレザー(エンブレム付き)に、男子はグレンチェック柄のストレート型スラックス、女子はグレンチェック柄の前開ベストと6本ヒダボックススカート。男子ブレザーにはアクションプリーツ、女子ブレザーにはセンタープリーツとバックベルトが施されていた。男女ともにネクタイ (花紺色のスクエアタイ)を着用。近年は、冬期間の防寒対策のため、女子もスラックスの着用が認められるようになった。
【令和2(2020)年－】
標準服のマイナーチェンジを行った。全体的なデザインは変えず、男子ブレザーのアクションプリーツ、女子ブレザーのセンタープリーツとバックベルトをなくした。スカートは16本ヒダのプリーツスカートに変更。ベストはグレーのニットベストに変更し、着用は任意にしたのと、男子の着用も可とした。
- 藻岩中学校標準服 (学生服のタナカwebページより)

## 卒業生
- 市川かおり (バスケットボール)